# Hemiapterus decurtatus
Hemiapterus decurtatus är en insektsart som beskrevs av Jacobi 1904. Hemiapterus decurtatus ingår i släktet Hemiapterus och familjen spottstritar. Inga underarter finns listade i Catalogue of Life.